# Šteins (planetka)
(2867) Šteins je malá planetka hlavního pásu, kterou objevil v roce 1969 sovětský astronom Nikolaj Stěpanovič Černych. Byla pojmenována po Kārlisu Augustoviči Šteinsovi (1911–1983), řediteli astronomické observatoře Lotyšské univerzity známém pracemi o původu komet a rotaci Země.
Studie astronomů z Evropské jižní observatoře ukázala, že Šteins je planetka spektrální klasifikace typu E o průměru 4,6 km.. Po analýze světelné křivky, kterou získala sonda Rosetta bylo zjištěno, že se těleso otočí kolem osy za šest hodin, je nepravidelného tvaru a nemá žádný měsíc.
5. září 2008 proletěla kolem planetky Šteins sonda Rosetta ve vzdálenosti 800 kilometrů relativně nízkou rychlostí 8,6 km/s. Byla to první ze dvou planetek, které sonda navštívila. Druhou planetkou byla v roce 2010 (21) Lutetia.
Na tiskové konferenci Evropského střediska vesmírných operací (ESOC) v Darmstadtu v Německu, která se konala 6. září 2008, bylo uvedeno, že planetka o rozměrech 5,9 km × 4 km má v oblasti severního pólu kráter o průměru 2 km a celou řadu dalších kráterů větších než 200 m 